# 約翰內斯堡公園站
約翰內斯堡公園站是南非豪登省首府約翰內斯堡市的中央車站，也是非洲最大的鐵路車站。其位於中心商業區和布拉姆方丹之間，與里西克街、沃爾馬蘭斯街、流浪者街及北街接壤。公園站位於威特沃特斯蘭德的主要鐵路線上，從克魯格斯多普一直延伸至傑米斯頓。其東面的前四個車站分別為多爾方丹、埃利斯公園、傑普和喬治戈赫車站。
公園站是威特沃特斯蘭德都市鐵路網絡的中心，每天都有通勤鐵路服務，向西延伸至卡雷頓維爾、蘭德方坦和索維托；東至斯普林斯、尼格爾和大衛頓；北至比勒陀利亞；而南則至弗里尼欣。公園站也是索索洛扎美爾長途服務的終點站，其通過金伯利到達開普敦、德班、伊莉莎白港、東倫敦、布隆方丹，通過尼爾斯普魯特到達科馬提普特，以及通過波羅克瓦尼到達穆西納。

## 歷史
在新威特沃特斯蘭德金礦附近的蘭德斯拉蓋特荒地上勘察定居一年後（該地後來稱為約翰內斯堡），南非共和國政府於1887年在諾德街以北的土地劃出一條鐵路線，將未來的城市中心商業區劃分為兩個，但當時只有諾德街以南的土地為建築用地:6。
到1888年，從博克斯堡至布拉姆方丹的早期鐵路線通過一個名為公園的錫棚車站，該車站以公園北邊的克留格爾公園來命名:6。後來，克留格爾公園被稱為老流浪者。在1889年至1890年，該站被稱為博克斯堡／布拉姆方丹線的公園小站:6。該路線由荷蘭–南非鐵路公司運營，稱為蘭德蒸汽電車，將煤炭從博克斯堡的煤礦運送到布拉姆方丹的碼頭:153。隨後，其西面延伸至克魯格斯多普，而東面則從博克斯堡延伸至斯普林斯:153。

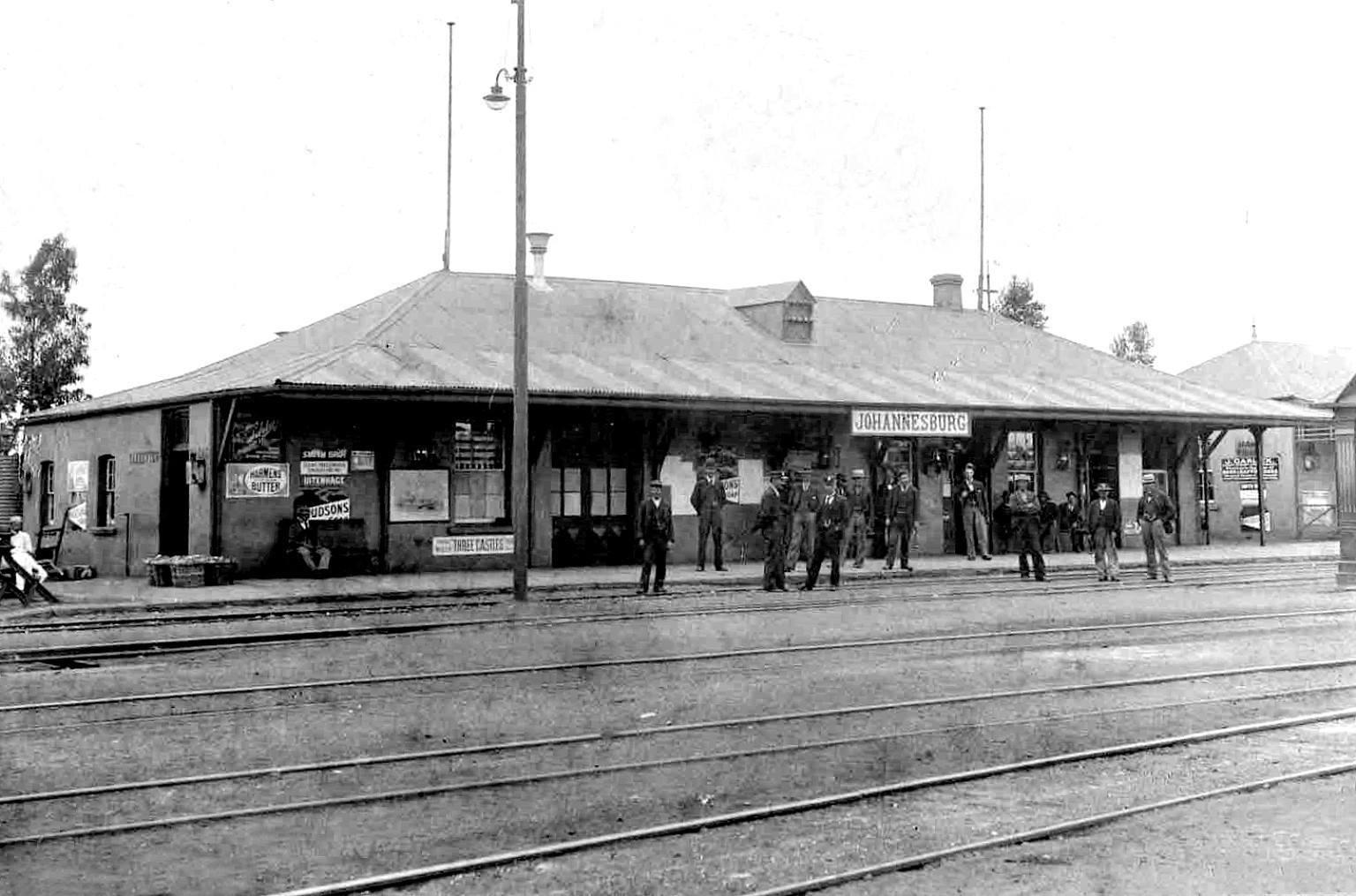
約1893年時的公園小站。

荷蘭–南非鐵路公司是南非共和國政府為了獲得建設及管理德蘭士瓦鐵路的權利而設的鐵路壟斷公司，於1887年6月21日成立:151。其支持者為荷蘭的Labouchere Oyens以及德國柏林的Robert Warschauer與Die Berliner Handelsgesellschaft:151。荷蘭–南非鐵路公司計劃建造一條從比勒陀利亞到葡屬東非（今莫桑比克）邊境的鐵路，其目的是建立與印度洋獨立的連接，繞過英國在開普和納塔爾的領土。該項目原本沒有資金，在開普政府將資金借給南非共和國後，他們從羅特席爾德獲得進一步的貸款，但條件是開普鐵路當局可以繼續使用通過奧蘭治自由邦到約翰內斯堡的開普線，並設定為期三年的費率:153。

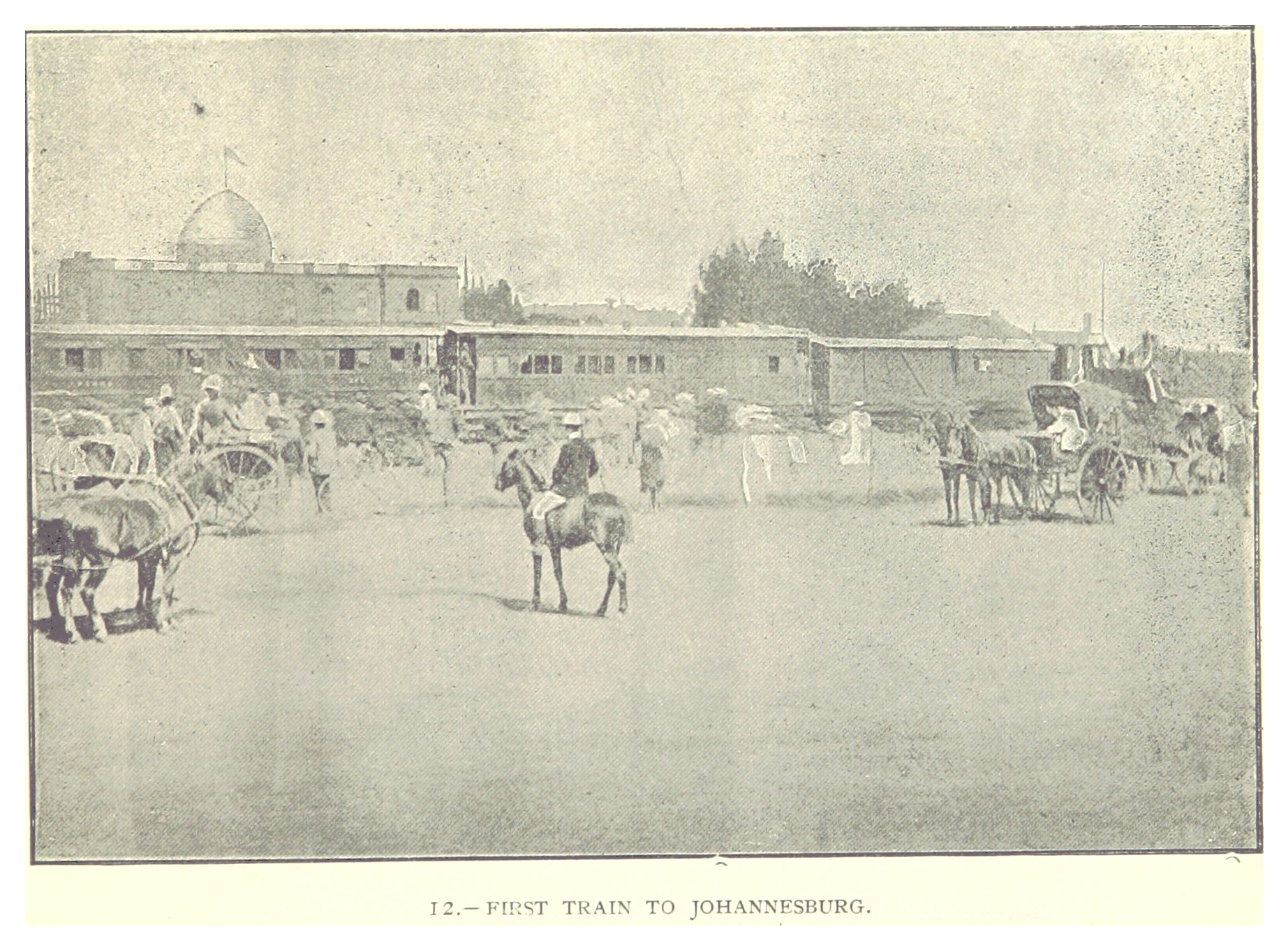
第一列來自開普敦的列車。

因此，第二條到達約翰內斯堡的鐵路線來自開普敦，其第一列列車於1892年9月15日抵達:150。1893年，比勒陀利亞終於通過一條鐵路線來與約翰內斯堡連接，該線低於地面並靠近車站，以保障公眾安全，同時亦改善了與該鎮北部的連接。在喬治國王街的鐵路線上建造了一座公路橋樑，而在扭曲街北端則建造了一座行人天橋:7。緊接著的是南非共和國將比勒陀利亞與德拉戈阿灣連接的項目，第一列列車於1894年11月2日從洛倫索馬貴斯（馬普托）抵達約翰內斯堡:153。1896年1月2日，第一列列車從德班抵達約翰內斯堡，將納塔爾殖民地與金礦連接起來:152。

### 1897年車站

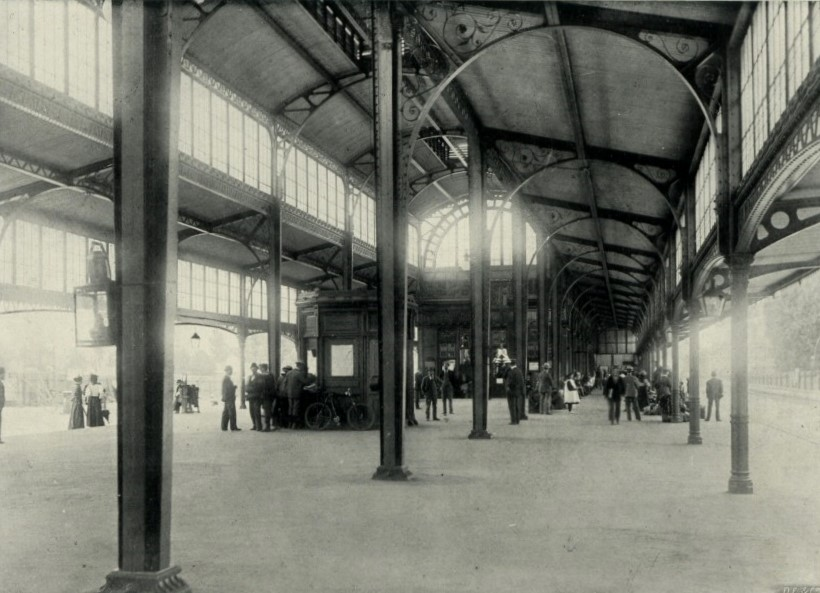
1897年時的公園小站內部。

隨著乘客人數增加，需要一個新的車站。1897年5月，荷蘭–南非鐵路公司從荷蘭購買鋼和玻璃建築後將公園小站升級:7。該建築曾是阿姆斯特丹展覽的一部分，展覽於1895年在鹿特丹建造，由建築師雅各布·克林卡漢默設計:7。其於1896年開始建造，長154米，寬17米，包括辦公室、乘客設施以及餐廳:7。車站採用鑄鐵支柱、華麗的橄欖色鐵製工藝和玻璃圓頂屋頂設計，而辦公室和餐廳牆壁則採用雕刻橡木製成:65。在餐廳的橡木板上方，牆壁上裝飾著藍色和白色瓷磚，上面印有荷蘭的諺語，其中一些被轉移至1932年新車站的咖啡店內:66。1906年，為了改善約翰內斯堡中心商業區的交通，鐵路線在扭曲街上建起一座混凝土橋，並在哈里森街的鐵路線上建造地鐵:9。
在1913年7月5日晚上，暴亂者切開消防隊員的水帶，隨後公園站在搶劫和騷亂期間被火燒毀:67:36。前一天，在成千上萬的礦工聚集在市集廣場，軍隊和警察將集會鎮壓後宣布了戒嚴令:35。隨後發生了騷亂。騷亂原因是開採克萊方丹金礦的礦工，而同情罷工的礦工已蔓延至其他63個礦井:35。

## 罪案
1964年7月24日，非洲抵抗運動的弗雷德里克·約翰·哈里斯在車站的白人月台上埋下一枚炸彈。炸彈隨後爆炸，炸死一名77歲女子，並炸傷23人。學校教師哈里斯被判謀殺罪成，於1965年4月1日被以絞刑處死。
據悉，在2018年，公園站成為綁架於該地區上下班或工作的婦女和兒童的中心，他們其後成為人口販賣的受害者。

## 豪登列車車站
公園站也是豪登列車的南面終點站，其為一條前往比勒陀利亞和奧利弗·坦博國際機場的高速鐵路。該豪登列車車站毗鄰現有的主幹線車站，位於Smit街和Wolmarans街下方，但可以單獨進入。該站現代化而安全，具有嚴密的安全性和可見的警務。在高峰時段，服務以10分鐘的間隔運行，並可以通過預付費的免觸碰式豪登列車乘車卡來享用服務。
該站位於地底，通過9英里的隧道連接到萬寶路站。該路線完全電氣化，軌距為符合國際標準的1,435毫米（4英尺8+1⁄2英寸）規格，比“標準”的1,067毫米（3英尺6英寸）開普軌距更寬。該站於2012年6月開始營運。

## 服務
| 上一站             | 索索洛扎美爾 | 索索洛扎美爾                  | 索索洛扎美爾 | 下一站                       |
| ------------------ | ------------ | ----------------------------- | ------------ | ---------------------------- |
| 起訖站             |              | 約翰內斯堡–開普敦             |              | 克魯格斯多普往開普敦         |
| 起訖站             |              | 約翰內斯堡–德班               |              | 傑米斯頓往德班               |
| 起訖站             |              | 約翰內斯堡–伊莉莎白港         |              | 傑米斯頓往伊莉莎白港         |
| 起訖站             |              | 約翰內斯堡–東倫敦             |              | 傑米斯頓往東倫敦             |
| 起訖站             |              | 約翰內斯堡–科馬提普特         |              | 傑米斯頓往科馬提普特         |
| 起訖站             |              | 約翰內斯堡–穆西納             |              | 傑米斯頓往穆西納             |
| 上一站             | 首選列車     | 首選列車                      | 首選列車     | 下一站                       |
| 起訖站             |              | 約翰內斯堡–開普敦             |              | 波切夫斯特魯姆往開普敦       |
| 起訖站             |              | 約翰內斯堡–德班               |              | 傑米斯頓往德班               |
| 上一站             | 豪登列車     | 豪登列車                      | 豪登列車     | 下一站                       |
| 起訖站             |              | 南北線                        |              | 羅斯班克往哈特菲爾德         |
| 上一站             | 豪登都市鐵路 | 豪登都市鐵路                  | 豪登都市鐵路 | 下一站                       |
| 多爾方丹往喬治戈奇 |              | 約翰內斯堡–納萊迪經過公園站   |              | 蘭德方丹往納萊迪             |
| 多爾方丹往喬治戈奇 |              | 約翰內斯堡–弗里尼欣經過公園站 |              | 蘭德方丹往弗里尼欣           |
| 起訖站             |              | 約翰內斯堡–比勒陀利亞         |              | 多爾方丹往比勒陀利亞或內拉納 |
| 起訖站             |              | 約翰內斯堡–奧伯霍澤           |              | 蘭德方丹往奧伯霍澤           |
| 起訖站             |              | 約翰內斯堡–蘭德方丹           |              | 蘭德方丹起訖站               |
| 起訖站             |              | 約翰內斯堡–斯普林斯           |              | 多爾方丹往斯普林斯           |
| 起訖站             |              | 約翰內斯堡–大衛頓             |              | 多爾方丹往大衛頓             |